# Diana Lee Inosanto
Diana Lee Inosanto (Torrance, 1966. május 29. –) amerikai színésznő, filmrendező, író, kaszkadőr és harcművész. Édesapja Dan Inosanto harcművész, keresztapja maga Bruce Lee.

## Élete és pályafutása
Fiatal korától tanult harcművészeteket, többet édesapjától, aki Bruce Lee tanítványa volt. Pályája kezdetén főként kaszkadőri és harckoreográfusi munkát végzett, olyan nagyszabású hollywoodi filmes és televíziós produkciókban is látható volt, mint a Buffy, a vámpírok réme, az Ál/Arc, a Vörös sarok, a Walker, a texasi kopó, a Penge, vagy A hazafi. 
2008-ban megjelent saját rendezésű filmje The Sensei címmel. Az utóbbi időből leginkább A Mandalóri illetve az Ahsoka Csillagok háborúja-sorozatokból ismert, ahol negatív karakterként tűnt fel, Morgan Elsbeth magisztrátus szerepében.
Férje Ron Balicki harcművész, két gyermekük van.